# Twenty20 International
Twenty20 International ist eine Spielform im Cricket, in der Nationalmannschaften im Twenty20-Format gegeneinander antreten. Das erste Spiel wurde im Februar 2005 zwischen Australien und Neuseeland ausgetragen. Seit 2007 gibt es mit dem ICC Men’s T20 World Cup eine Weltmeisterschaft in dem Format. Das Format im Frauen-Cricket heißt Women’s Twenty20 International.

## Spielform
Bei einem Twenty20-Spiel haben die beiden Mannschaften jeweils ein einziges Innings, das auf maximal zwanzig Overs beschränkt ist. Ein typisches Twenty20-Spiel dauert etwa drei Stunden, wobei jedes Innings etwa 70 Minuten dauert und zwischen den Innings eine offizielle 10-minütige Pause eingelegt wird. Damit hoffte man für die TV-Zuschauer ein attraktiveres Format zu schaffen.

## Geschichte
Nachdem das ECB nach der Einführung des T20 Blast, mit dem Twenty20 erfolgreich war, spielten Australien und Neuseeland zu Beginn der Tour im Februar 2005 ein auf Entertainment ausgelegtes erstes Twenty20-Länderspiel. Nachdem im folgenden Sommer bei der Ashes Tour 2005 ein weiteres Twenty20 International absolviert wurde, wurde das Format ernster genommen. Im September 2007 fand dann in Südafrika mit der ICC World Twenty20 2007 die erste Weltmeisterschaft in dem Format statt, bei dem sich im Finale  Indien gegen Pakistan durchsetzen konnte. Ab Oktober 2011 führte der Weltverband ICC auch mit der ICC T20I Championship eine Weltrangliste. Ab dem 1. Januar 2019 durften dann alle Mitglieder des ICC Twenty20 International austragen, während das zuvor auf Vollmitglieder und einzelne Associate Member beschränkt war.

## Statistiken

### Teamleistungen
Die Spielrekorde der Vollmitglieder des ICC.
| Twenty20 International | Twenty20 International | Twenty20 International | Twenty20 International | Twenty20 International | Twenty20 International | Twenty20 International |
| Mannschaft             | Zeitraum               | Spiele                 | Gewonnen               | Remis                  | No Result              | Verloren               |
| ---------------------- | ---------------------- | ---------------------- | ---------------------- | ---------------------- | ---------------------- | ---------------------- |
| Afghanistan            | 2010–heute             | 113                    | 72                     | 1                      | 0                      | 40                     |
| Australien             | 2005–heute             | 174                    | 91                     | 3                      | 0                      | 76                     |
| Bangladesch            | 2006–heute             | 150                    | 54                     | 1                      | 3                      | 93                     |
| England                | 2005–heute             | 173                    | 90                     | 2                      | 6                      | 75                     |
| Indien                 | 2006–heute             | 199                    | 127                    | 4                      | 5                      | 63                     |
| Irland                 | 2008–heute             | 147                    | 60                     | 2                      | 7                      | 78                     |
| Neuseeland             | 2005–heute             | 193                    | 98                     | 2                      | 7                      | 80                     |
| Pakistan               | 2006–heute             | 223                    | 134                    | 3                      | 6                      | 80                     |
| Simbabwe               | 2006–heute             | 123                    | 38                     | 2                      | 1                      | 82                     |
| Sri Lanka              | 2005–heute             | 179                    | 79                     | 4                      | 2                      | 94                     |
| Südafrika              | 2005–heute             | 168                    | 95                     | 1                      | 3                      | 69                     |
| West Indies            | 2005–heute             | 179                    | 73                     | 3                      | 10                     | 93                     |
| Stand: 27. Mai 2023    |                        |                        |                        |                        |                        |                        |

### Runs
| Twenty20 International | Twenty20 International | Twenty20 International | Twenty20 International | Twenty20 International |
| Spielerin              | Team                   | Zeitraum               | WTests                 | Runs                   |
| ---------------------- | ---------------------- | ---------------------- | ---------------------- | ---------------------- |
| Virat Kohli            | Indien                 | 2010–heute             | 115                    | 4.008                  |
| Rohit Sharma           | Indien                 | 2007–heute             | 148                    | 3.853                  |
| Martin Guptill         | Neuseeland             | 2009–heute             | 122                    | 3.531                  |
| Babar Azam             | Pakistan               | 2016–heute             | 104                    | 3.485                  |
| Paul Stirling          | Irland                 | 2009–heute             | 124                    | 3.275                  |
| Stand: 27. Mai 2023    |                        |                        |                        |                        |

### Wickets
| Twenty20 International | Twenty20 International | Twenty20 International | Twenty20 International | Twenty20 International |
| Spielerin              | Team                   | Zeitraum               | WTests                 | Wickets                |
| ---------------------- | ---------------------- | ---------------------- | ---------------------- | ---------------------- |
| Shakib Al Hasan        | Bangladesch            | 2006–heute             | 115                    | 136                    |
| Tim Southee            | Neuseeland             | 2008–heute             | 107                    | 134                    |
| Rashid Khan            | Afghanistan            | 2015–heute             | 80                     | 129                    |
| Ish Sodhi              | Neuseeland             | 2014–heute             | 98                     | 118                    |
| Lasith Malinga         | Sri Lanka              | 2006–2020              | 13                     | 107                    |
| Stand: 27. Mai 2023    |                        |                        |                        |                        |